# Tibouchina tetrapetala
Tibouchina tetrapetala är en tvåhjärtbladig växtart som beskrevs av Célestin Alfred Cogniaux. Tibouchina tetrapetala ingår i släktet Tibouchina och familjen Melastomataceae. Inga underarter finns listade i Catalogue of Life.